# Doxocopa agathina
Espèce

Doxocopa agathina est un lépidoptère appartenant à la famille des Nymphalidae, à la sous-famille des Apaturinae et au genre Doxocopa.

## Dénomination
Doxocopa agathina a été décrit par Pieter Cramer en 1777 sous le nom de Papilio agathina

### Synonymie
- Papilio agathina (Cramer, 1777) Protonyme

### Noms vernaculaires
Doxocopa agathina se nomme Agathina Emperor en anglais.

## Taxinomie
Liste des sous-espèces.
- Doxocopa agathina agathina

Synonymie pour cette sous-espèce
Nymphalis agathis (Godart, 1824)
- Doxocopa agathina vacuna (Godart, [1824])[3].

Synonymie pour cette sous-espèce
Nymphalis vacuna (Godart, 1824)
Doxocopa marse (Geyer, 1832)
Chlorippe vacuna ab. cretaceata (Stichel, 1900)
Chlorippe vacuna fluibunda (Fruhstorfer, 1907) 
Apatura vacana (Oberthür, 1914)
Chlorippe vacuna f. albofasciata (Schade, 1944)

## Description
C'est un très grand papillon aux ailes allongées formant un grand triangle. Fort dimorphisme sexuel.
Mâle
Corps noir et au-dessus des ailes de couleur violet brillant à bord externe bordé de marron.
Femelle
Taches orange vif sur les ailes antérieures.
- Pour les deux sexes, le revers est marron terne.

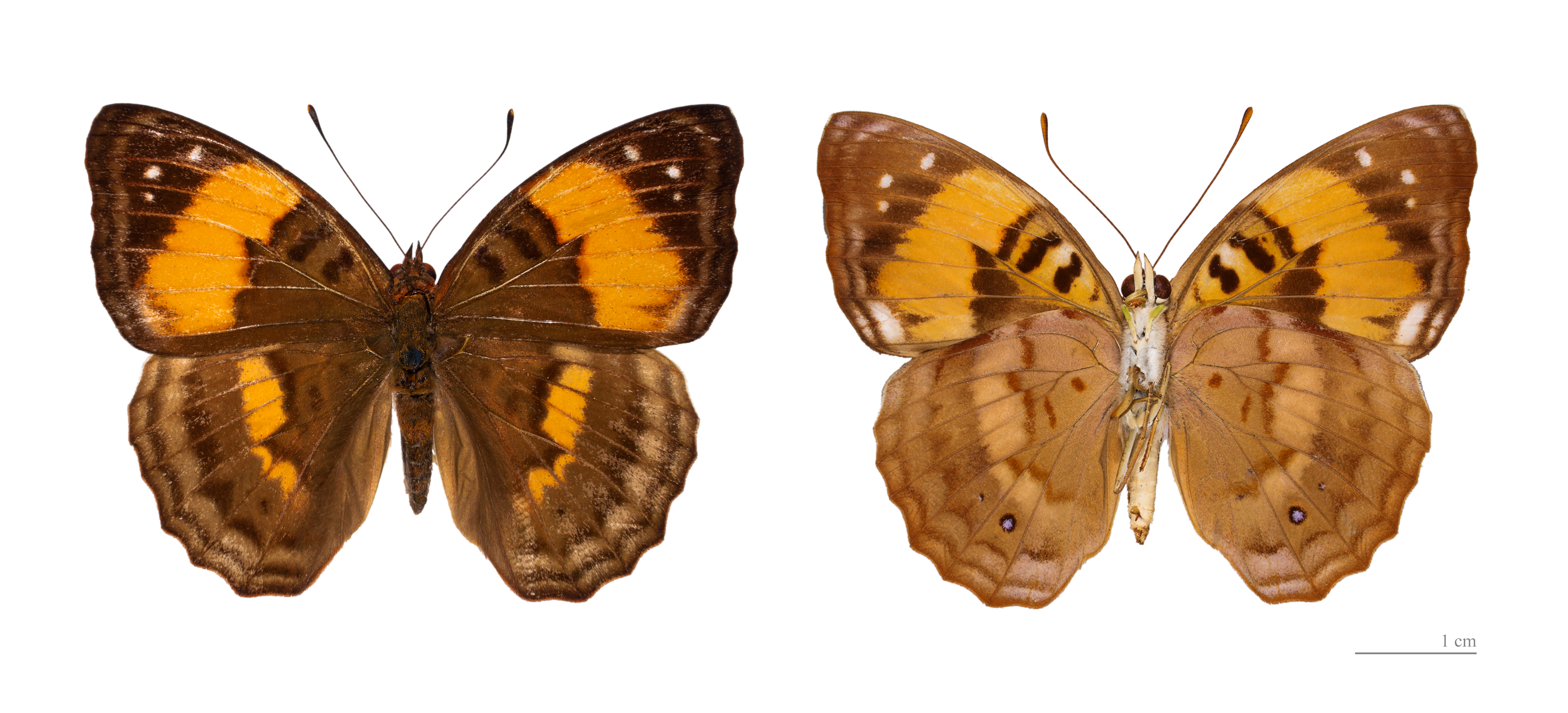
Doxocopa agathina agathina - ♀ Muséum de Toulouse

## Biologie

### Plantes hôtes
Les plantes hôtes de sa chenille sont des Celtis.

## Écologie et distribution
- Il est présent en Guyane, Guyana, au Surinam, au Brésil et au Paraguay[3].
- Le Surinam est la localité type pur l'espèce.

### Biotope
Il réside dans la canopée de la forêt humide amazonienne.

## Liens taxonomiques
- (en) Tree of Life Web Project : Doxocopa agathina